# راب شرودر
رابرت «راب» شرودر (انگلیسی: Robert 'Rob' Schroeder؛ زادهٔ ۱۱ مهٔ ۱۹۲۶ در الدورادو، آرکانزاس، درگذشتهٔ ۳ دسامبر ۲۰۱۱ در دالاس، تگزاس) رانندهٔ مسابقات اتومبیل‌رانی فرمول یک اهل ایالات متحده آمریکا بود که در فصل ۱۹۶۲ در مجموع در یک گراند پری شرکت کرد، اما موفق به کسب هیچ امتیازی نشد.
شرودر در ۳ دسامبر ۲۰۱۱ بر اثر مشکلات قلبی پس از یک دوره کوتاه بیماری در دالاس، تگزاس درگذشت.